# Sobre la tierra
Sobre la tierra è un film drammatico del 1998 scritto e diretto da Nicolás Sarquís.

## Trama
Negli anni venti, una baronessa tedesca e suo marito infermo giungono in una villa nel bel mezzo della campagna argentina. Qui, la donna fa i conti con la solitudine e con l'immagine del figlio defunto, caduto durante la prima guerra mondiale.

## Produzione
L'opera prese ispirazione dall'omonimo romanzo di Diego Angelino, al cui adattamento il regista stava lavorando fin dal 1986.
Le riprese del film iniziarono nel 1996 e si svolsero nella provincia di Entre Ríos. I costi di realizzazione complessivi ammontarono a un milione e mezzo di dollari.
La pellicola segnò il ritorno sul grande schermo dell'attrice Graciela Borges, che aveva trascorso gli ultimi anni recitando in teatro. Dovendo interpretare una baronessa nativa della Germania, prese lezioni di lingua tedesca dalla nobildonna Jutta Ohlsson. Per il ruolo di suo marito, il barone, furono inizialmente individuati l'attore tedesco Rüdiger Vogler e l'inglese Michael York, ma alla fine la parte andò al tedesco Peter Gavajda.

## Accoglienza
Su Cineismo, il critico Guillermo Ravaschino affermò: "La cosa migliore delle due lunghe ore di Sobre la tierra sono certi passaggi puramente visivi che riescono ad esternare le processioni interiori dei personaggi, quasi sempre a braccetto con feroci opposizioni concettuali. L'esterno e l'interno, il giorno e la notte, l'uomo e la natura onorano l'impotenza circostante con frammenti di autentica potenza visiva (...) I passaggi poetici (tutti "non narrativi") fungono da separatori da altri, che sono molto più lunghi e rendono omaggio a un certo folklorismo abbastanza noto nel cinema nazionale. Il suono dei dialoghi manca di atmosfera (molti suonano più come uno studio che come una Pampa aperta) e, in più di un'occasione, di naturalezza".
Juan José Minatel su Sin Cortes stroncò la pellicola, della quale disse: "Suono sporco, brutte copie, alcune prestazioni scadenti e fastidiose recitazioni eccessive, un relativo abuso della telecamera a mano. Forse il regista pensava che la vastità del paesaggio sarebbe stata sufficiente".
Manrupe e Portela, nel loro volume Un diccionario de films argentinos (1930-1995) descrissero il film sostenendo: "Anche se ha un buon uso del colore, è una cartolina dell'isolamento di una donna (Graciela Borges) in un lento vagabondaggio attraverso paesaggi bucolici".